# Walid Hichri
Walid Hichri (in arabo وليد الهيشري‎?; Ariana, 5 marzo 1986) è un calciatore tunisino, difensore del Monastir.